# Banánovník zašpičatělý
Banánovník zašpičatělý (Musa acuminata) je druh rostliny z čeledi banánovníkovité, jejímž původním areál rozšíření zahrnuje indický subkontinent a jihovýchodní Asii. Mnoho jedlých banánů je z tohoto druhu, ačkoli některé jsou z druhu banánovník ovocný, což je kříženec banánovníku zašpičatělého s druhem Musa balbisiana. Poprvé byl kultivován lidmi v 8. tisíciletí př. n. l., a je tak jednou z prvních domestikovaných rostlin.

## Popis
Přestože svým vzhledem připomíná strom, je botanicky klasifikována jako vytrvalá bylina a stále zelená rostlina. Kmen tvoří pseudostonek složený z hustě naskládaných obalů listů, které vyrůstají z částečně nebo zcela ponořených hlíz. Květenství vyrůstá horizontálně nebo šikmo z pseudostonku. Jednotlivé květy jsou bílé až nažloutlé a rostou směrem vzhůru. V jednom květenství se nachází samčí i samičí květy – samičí květy se nacházejí u báze a vyvíjejí se v plody, zatímco samčí květy jsou na vrcholu, chráněny kožovitými listeny.
Plody jsou úzké bobule, jejichž velikost závisí na počtu semen. Každý plod obsahuje 15–62 semen a jeden trs může mít průměrně 161 plodů (tzv. prstů), které měří přibližně 9 cm na délku a 2,4 cm na šířku. Semena divoké M. acuminata jsou kulovitá nebo hranatá, tvrdá, o průměru 5–6 mm. U divokých forem připadá na každé semeno čtyřnásobek jeho objemu dužniny, zatímco u kulturních odrůd (zejména triploidních, bezsemenných banánů) se tento poměr zvýšil na 23násobek.

## Výskyt
Banánovník zašpičatělý pochází z oblasti pevninské Indočíny a okolních ostrovů, kde se jí daří ve vlhkém tropickém klimatu. Na rozdíl od odolnějšího druhu Musa balbisiana, se kterým se hojně křížila, zůstává její šíření mimo původní oblast čistě výsledkem lidské činnosti. První farmáři přenesli M. acuminata do přirozeného areálu výskytu M. balbisiana, což vedlo ke vzniku hybridů a moderních jedlých banánových kultivarů. Kultivary skupiny AAB se rozšířily z oblasti kolem Filipín asi před 4000 lety (2000 př. n. l.), čímž vznikly charakteristické odrůdy známé jako banány skupiny Maia Maoli nebo Popoulo na tichomořských ostrovech. Existuje teorie, že byly zavedeny i do Jižní Ameriky během předkolumbovských kontaktů s polynéskými námořníky, i když důkazy pro toto tvrzení jsou sporné. Na západě byly hybridní banány M. acuminata × M. balbisiana pěstovány v Africe již mezi lety 1000 a 400 př. n. l., pravděpodobně se nejprve dostaly na Madagaskar z Indonésie. Západní šíření pokračovalo do Kanárských ostrovů, kam je ve 16. století přivezli Portugalci, a v roce 1516 byly zavedeny na Hispaniolu (dnešní Haiti a Dominikánská republika).